# Friedrich Nerly

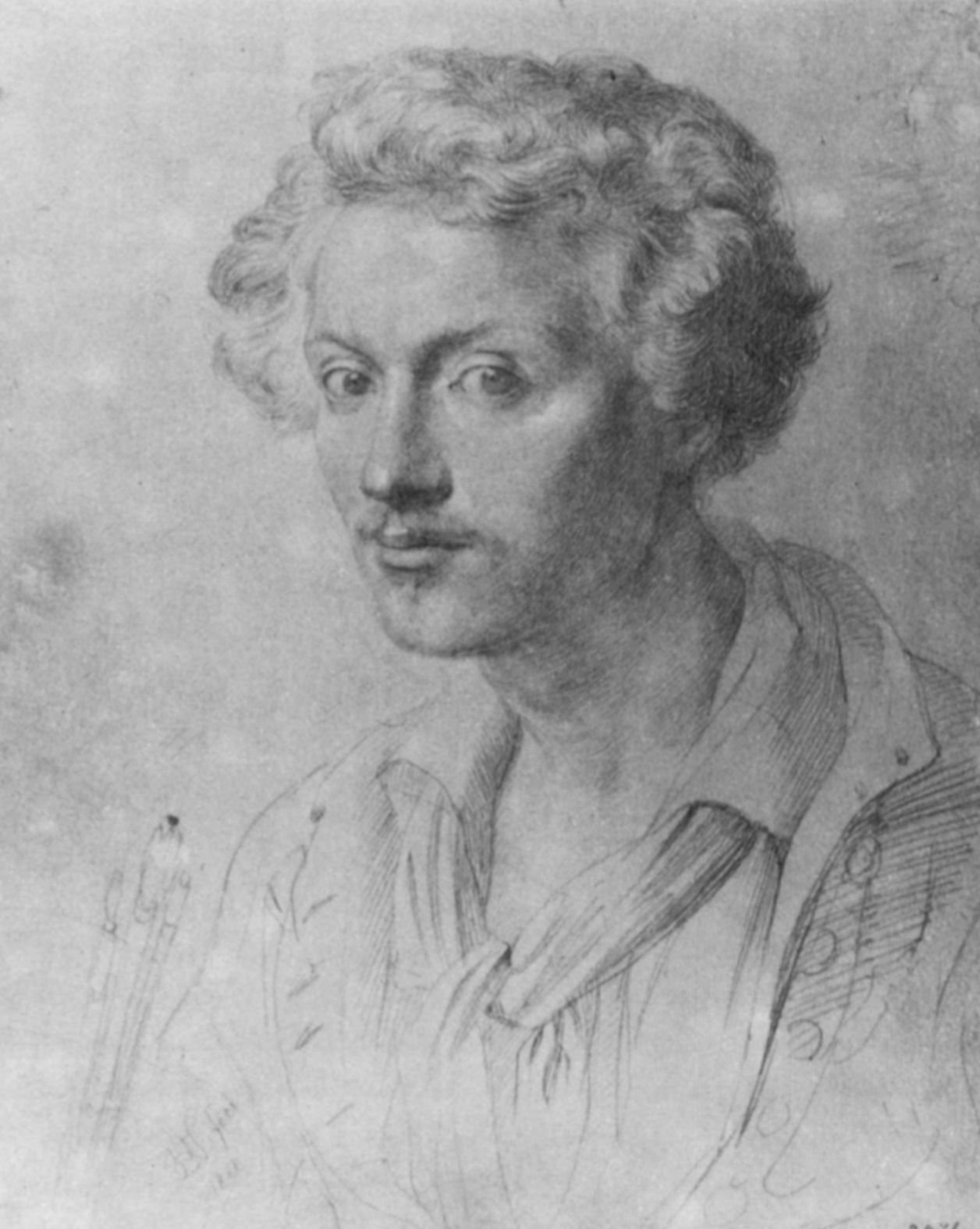
Selbstporträt, 1828, Städelsches Kunstinstitut

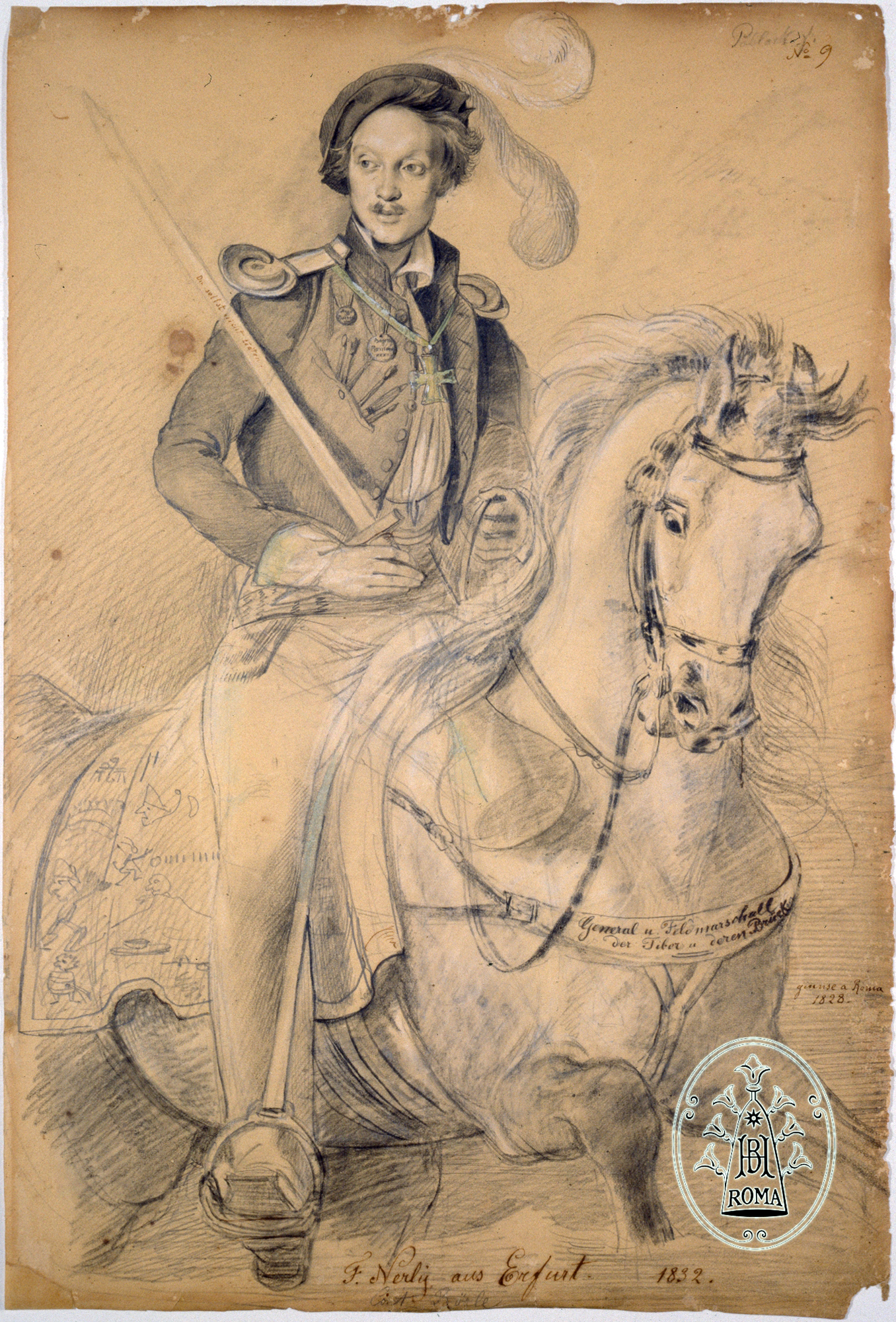
Friedrich Nerly als „General und Feldmarschall der Tiber und deren Brück“ (Cervaro-Fest), gezeichnet von Leopold Pollak, Rom 1832

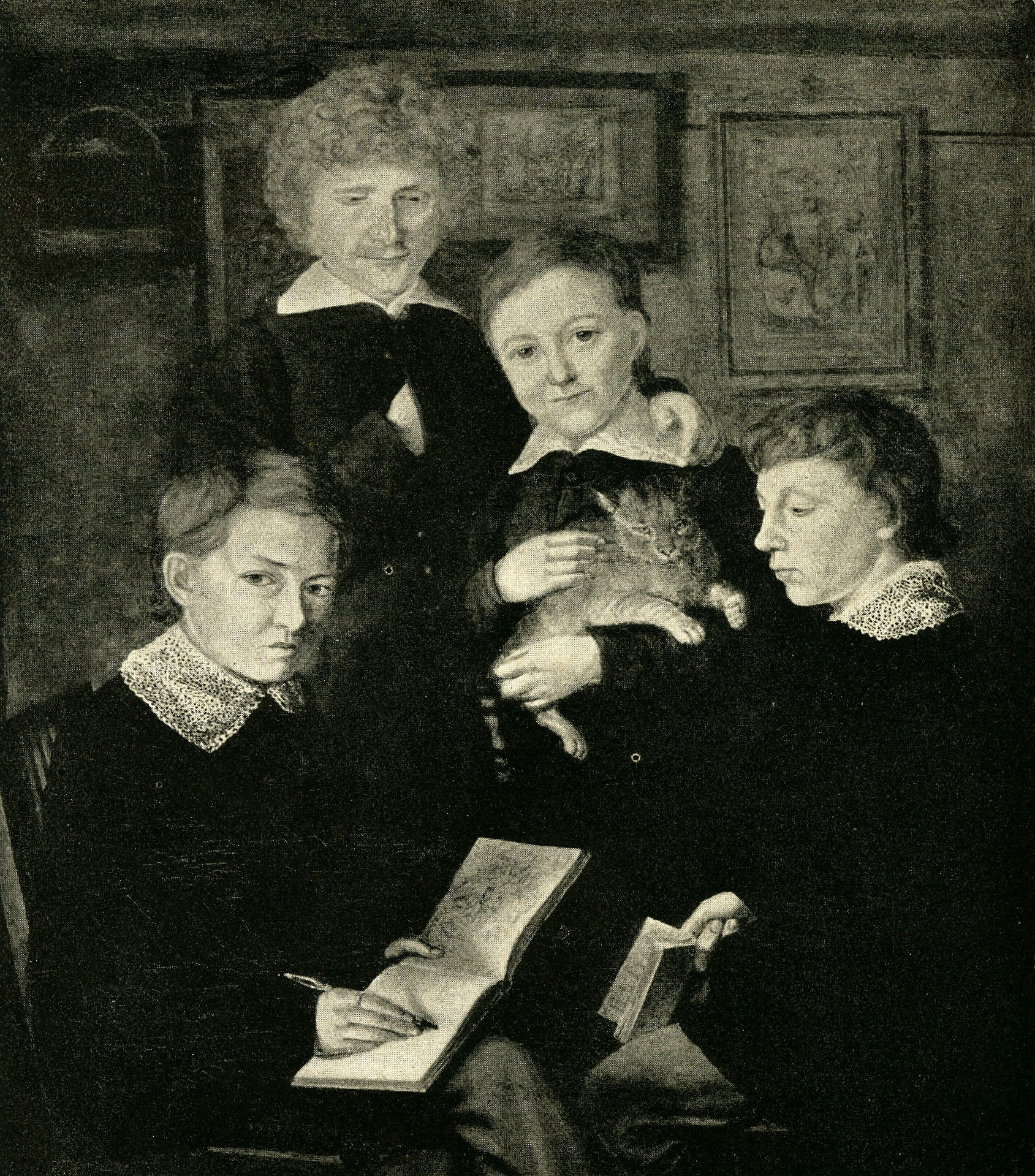
Erwin Speckter: Der Künstler und seine Freunde: (v.l.n.r.: Erwin Speckter, Carl Julius Milde, Otto Speckter, Friedrich Nehrlich (Nerly))

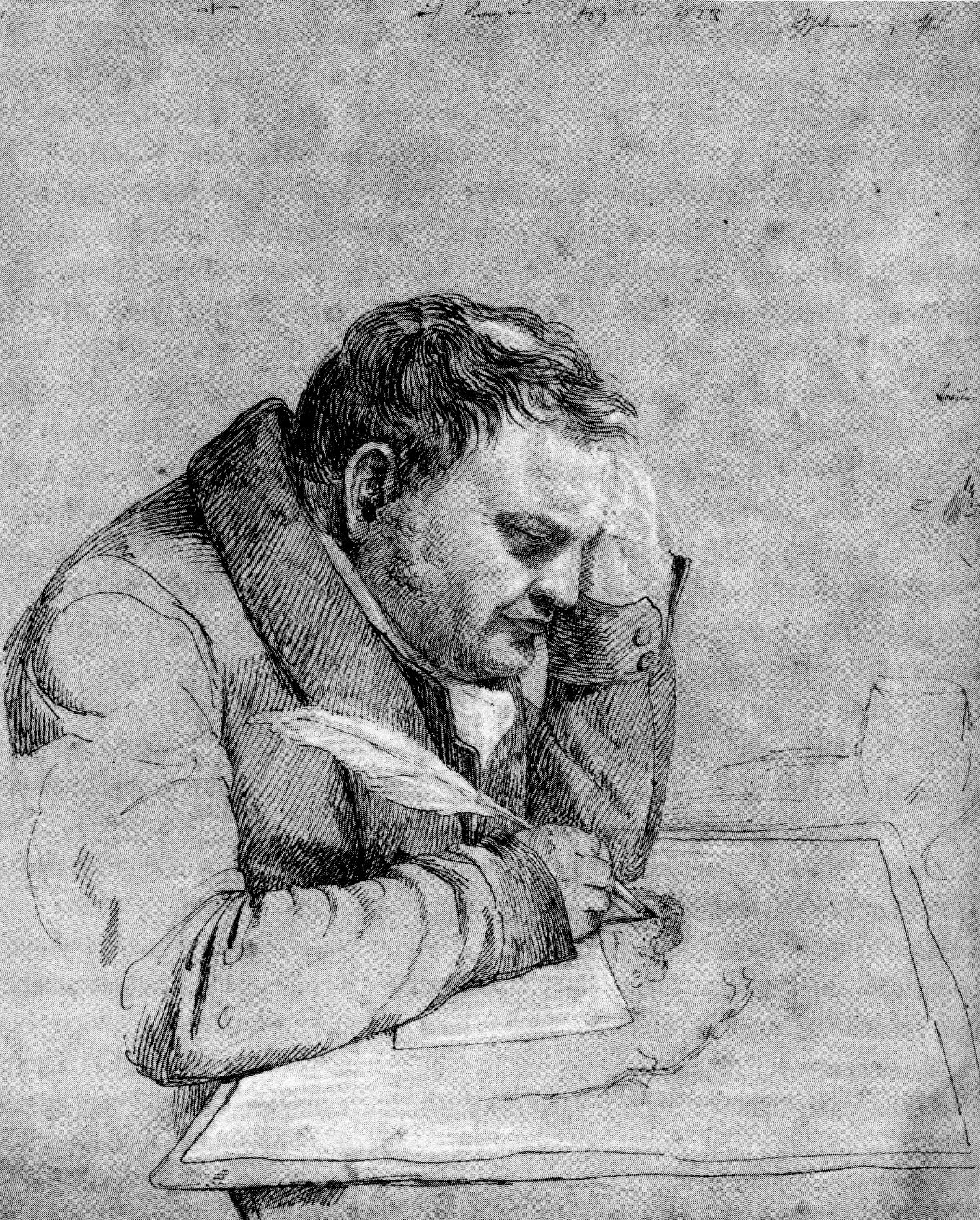
Studie zum Porträt Carl Friedrich von Rumohr (1823)

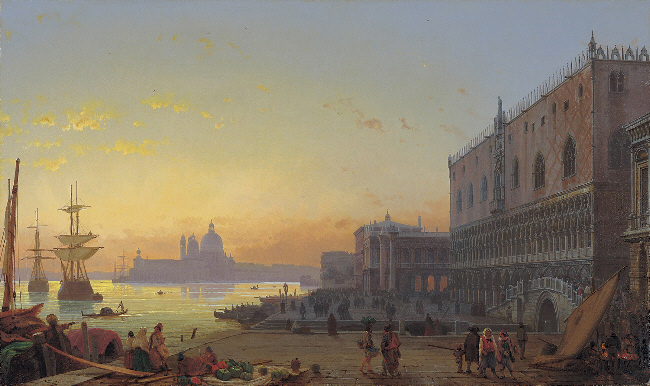
Friedrich Nerly: Venedig bei Sonnenuntergang

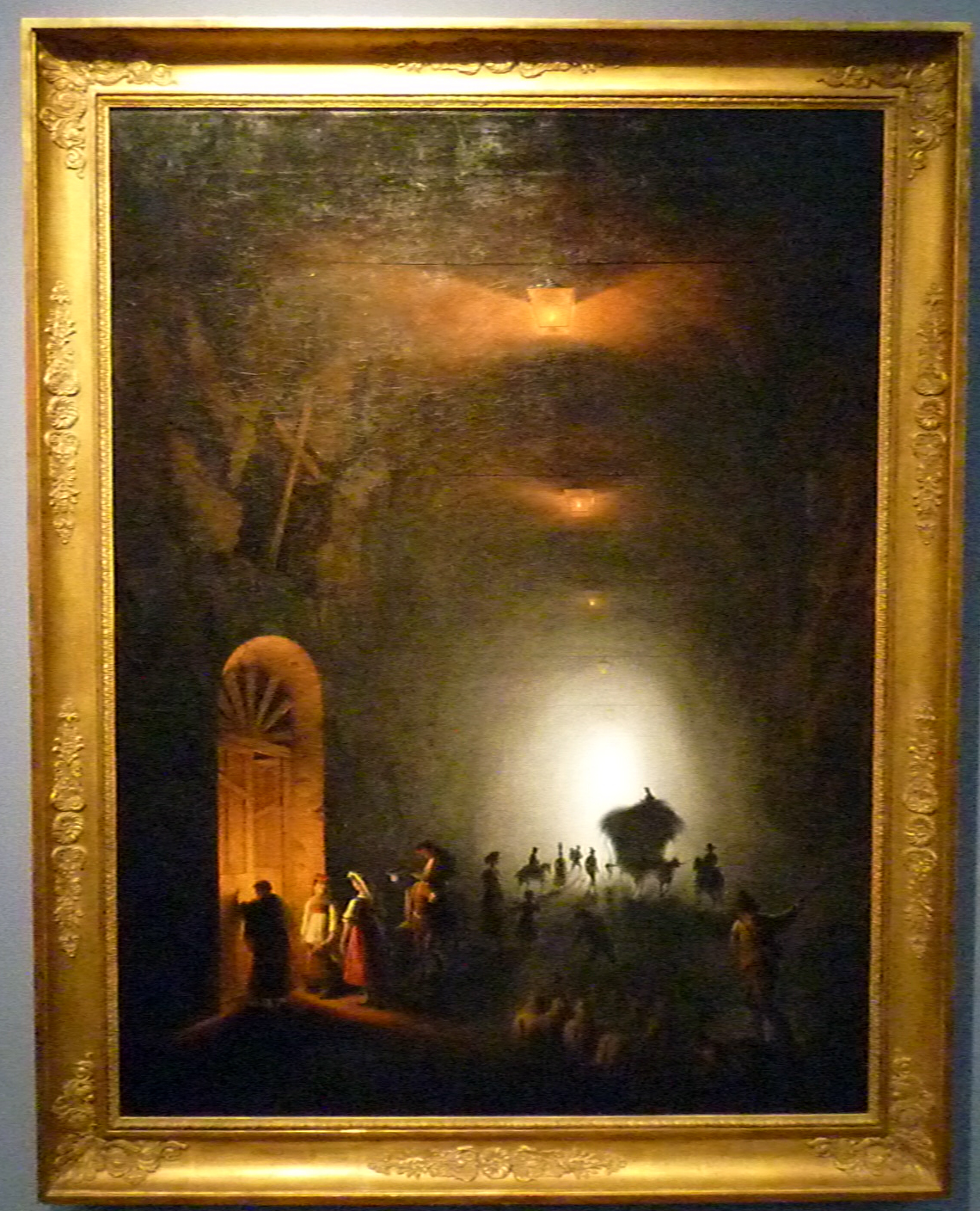
Die Grotte des Posillipo (1847)
Köln, Wallraf-Richartz-Museum

Friedrich Nerly (ursprünglich Christian Friedrich Ne[h]rlich, auch Federico von Nerly oder Friedrich Nerly der Ältere; * 24. November 1807 in Erfurt; † 21. Oktober 1878 in Venedig) war ein deutscher Maler der Romantik, der unter anderem durch Veduten von Venedig bekannt wurde.

## Leben
Friedrich Nerly wurde nach dem frühen Tod seines Vaters, eines Postsekretärs in Erfurt, ab 1815 vom Bruder seiner Mutter in Hamburg großgezogen. Dieser war Musiker, erkannte dessen künstlerische Begabung schnell und förderte diese. Den ersten Zeichenunterricht bekam er von der Ehefrau seines Onkels, danach von einem weiteren Onkel, Heinrich Joachim Herterich, der ihn später auch als Lehrling in seine lithografische Werkstatt aufnahm. Der junge Nerly verkehrte auch bei der Familie Johann Michael Speckters, des Partners von Herterich. Speckter war ein enger Freund von Philipp Otto Runge, ebenfalls Schüler von Nerlys Onkel. Bald machte Nerly die Bekanntschaft des Mäzens Freiherr Carl Friedrich von Rumohr.
1823 wurde Nerly Schüler von Rumohr und war neben Franz Horny einer seiner wichtigsten. Das wichtigste Credo des Freiherrn war „das immerwährende Studium der realen Natur“. Im Sommer 1827 begleitete Nerly Rumohr auf eine ausgedehnte Reise, die über den Harz, Weimar, Dresden und München schließlich nach Italien führte; dabei machte er in Weimar die Bekanntschaft mit Johann Wolfgang von Goethe.
Ende 1828 reiste er allein nach Rom weiter, um vorerst dort zu bleiben. In diesem Jahr änderte er auch aus seiner Italien-Begeisterung heraus seinen Namen in Nerly. Nach eigenem Bekunden hatte außer Rumohr nur noch Johann Christian Reinhart, den er in Rom kennengelernt hatte, künstlerischen Einfluss auf ihn. In Rom hatte Nerly bis zu seiner Abreise 1835 die Leitung der Cervaro-Feste der Ponte-Molle-Gesellschaft inne. Außerdem wurden von dieser Gesellschaft neuankommende deutschsprachige Künstler begrüßt und in die Künstlergemeinschaft aufgenommen. Hierbei gab es humorvolle Initiationsriten.
Nach einer kurzen Reise durch Süditalien ließ sich Nerly Ende Oktober 1835 in Venedig als Künstler nieder. In der Lagunenstadt fand er die Sujets, mit denen er weit bekannt wurde; seine Piazetta bei Mondschein malte er 36 mal. Er gilt als Erfinder des venezianischen Mondscheinbildes.
In Venedig avancierte Nerly schon bald zum Mitglied der ortsansässigen Kunstakademie. Nerly heiratete eine Frau aus der venezianischen Gesellschaft. Einer der wenigen Kontakte zu seiner alten Heimatstadt Erfurt war der Maler Eduard Gerhardt, der ihn nach 1841 mehrfach in Venedig besuchte; die Freunde lernten und arbeiteten in dieser Zeit gemeinsam.
König Wilhelm I. von Württemberg verlieh ihm 1852 als Anerkennung und Dank das Ritterkreuz 1. Klasse des Ordens der Württembergischen Krone, mit dem der persönliche Adel verbunden war.
1878 starb Nerly in Venedig und wurde auf dem Friedhof San Michele in Venedig beerdigt. 

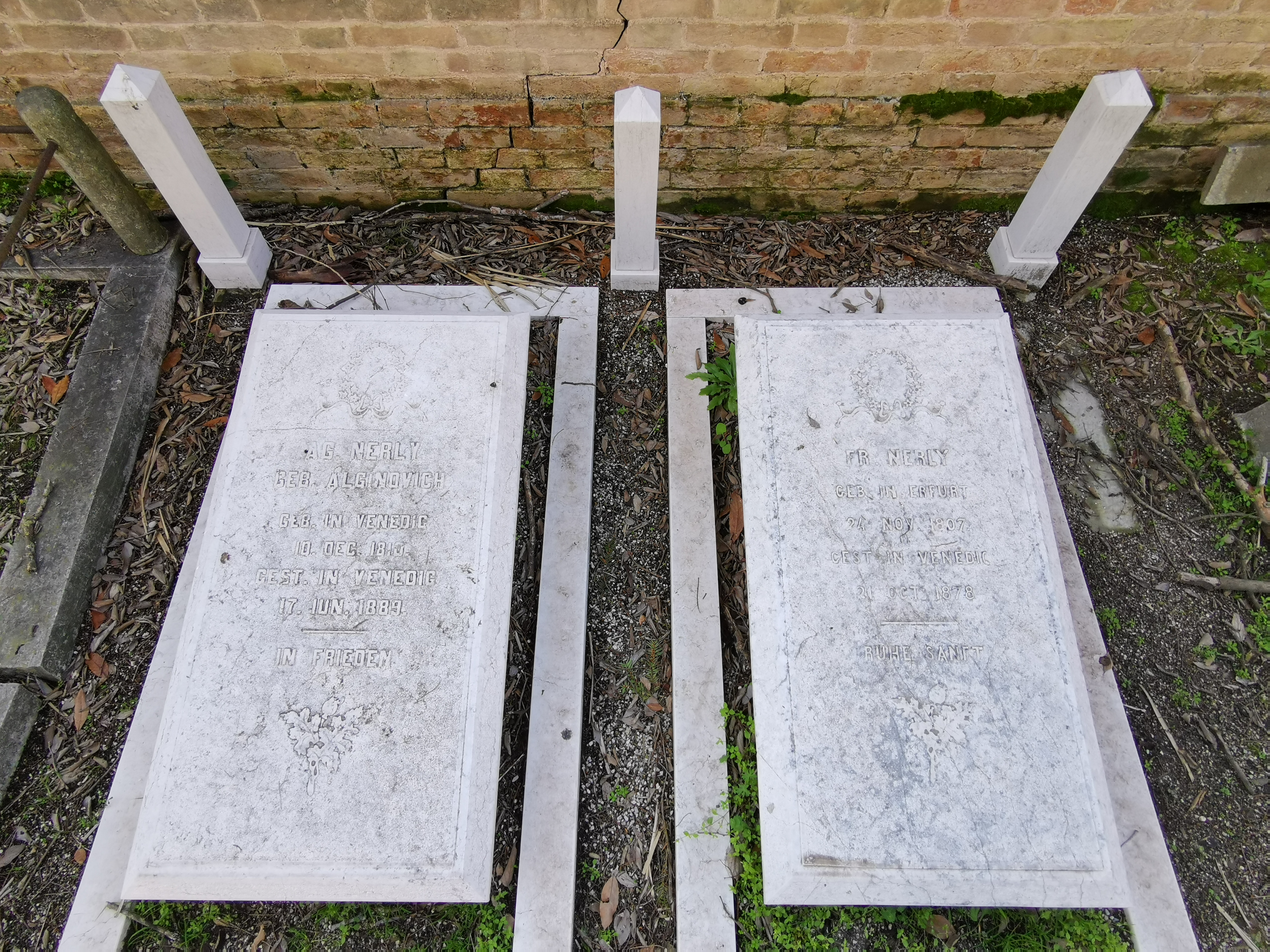
Grab auf dem Friedhof San Michele (Evangelischer Teil) in Venedig

Der Maler Friedrich Paul Nerly (1842–1919) war sein Sohn. Dieser starb in Luzern und legte schon 1883 durch Anregung seines Vetters, des Malers Eduard von Hagen, den Grundstein für die Gemäldegalerie im Angermuseum der Stadt Erfurt, der er den gesamten künstlerischen Nachlass seines Vaters vermachte.
In Erfurt ist die Nerlystraße nach ihm benannt, in Hamburg-Hamm der Nerlichsweg.

## Werke
- Bildnis des Kunsthistorikers Karl Friedrich von Rumohr (Berlin, Alte Nationalgalerie, Inv. Nr. A III 725), um 1823–27, Öl auf Leinwand, 31 × 25 cm.
- Italienische Landschaft mit Hirten (Wuppertal, Von der Heydt-Museum, Inv. Nr. G 0133), 1831, Öl auf Leinwand, 150 × 122 cm.
- Büffel ziehen einen Marmorblock (Kopenhagen, Thorvaldsen-Museum, Inv. Nr. B 133), 1831, Öl auf Leinwand, 74,5 × 99,4 cm.
- Blick auf Terracina und den Monte Circeo (Hamburger Kunsthalle, Inv. Nr. 2787), 1833, Öl auf Leinwand, 99 × 137,5 cm.
- Die Wasserfälle von Terni (Wien, Österreichische Galerie, Inv. Nr. 3296), um 1834, Öl auf Leinwand.
- Piazzetta in Venedig bei Mondschein. (Köln, Leihgabe aus Privatbesitz im Wallraf-Richartz-Museum), 1842, Öl auf Leinwand.
- Blick über den Bacino di San Marco in Venedig.[7] (Privatbesitz), um 1843/46, Öl auf Leinwand
- Venedig, Canal Grande mit Blick auf Santa Maria della Salute.[8] (Bremen, Kunsthalle), um 1845, Öl auf Leinwand
- Venedig, Canal Grande mit Palazzo Fondaco dei Turchi.[9] (Erfurt, Angermuseum), um 1845, Wasserfarben, Pinsel und Feder in Braun, Weißhöhungen, Bleistift.
- Venedig bei Nacht (Triest, Museo Morpurgo), 1850, Öl auf Leinwand, 75 × 102 cm.
- Blick über den Bacino di San Marco in Venedig (Köln, Van Ham Kunstauktionen, verkauft im April 2007, Ergebnis: 550.000 €), um 1840–45, Öl auf Leinwand, 80 × 119 cm.
- Palazzo Pisani (Van Ham Kunstauktionen, verkauft im April 2007, Ergebnis: 33.000 €), um 1840–45, Öl auf Leinwand, 74 × 66 cm.
- Die Piazetta im Mondschein, 1838, (Van Ham Kunstauktionen, verkauft im April 2007, Ergebnis: 210.000 €), Öl auf Leinwand, 81 × 111 cm.[10]
- Das Haus der Desdemona in Venedig, 1855, Öl auf Leinwand, 110 × 86 cm. Villa Grisebach, Berlin, Mai 2012.
- Vor einem Palazzo am Canal Grande in Venedig (Van Ham Kunstauktionen, verkauft im Mai 2011, Ergebnis: 2.200 €), um 1840–45, Öl auf Leinwand, 252 × 150 cm.
- Piazza di San Marco bei Mondschein (Lempertz, Köln, Juni 2016, € 400.000,--). 1849, Öl auf Leinwand, süddeutsche Sammlung.